# Agnesburgtunnel
Agnesburgtunnel – tunel drogowy w ciągu autostrady A7, koło Aalen, w Badenii-Wirtembergii, w Niemczech. Znajduje się pomiędzy węzłami Aalen/Westhausen i Aalen/Oberkochen. Tunel o długości 707 m został zbudowany między 1983 i 1986 w imieniu ministerstwa spraw wewnętrznych Badenii-Wirtembergii i Bawarii kosztem 32,8 mln DM (28 mln €). Rozpoczęcie pracy przy budowie miało miejsce 19 grudnia 1983, a został otwarty dla ruchu 18 grudnia 1987.